# Konstytucja Chile z 1925 roku
Konstytucja Chile z 1925 roku została zatwierdzona w referendum ogólnokrajowym 30 sierpnia 1925 roku i podpisana przez prezydenta Arturo Allesandri Palmę 18 września tego samego roku. Składała się z 110 artykułów i 10 zapisów przejściowych. Zastąpiła wcześniejszą konstytucję z 1833 roku. Ustanawiała system prezydencki w miejsce wcześniejszego parlamentarnego. Wprowadzała też rozdział państwa od kościoła (wcześniej katolicyzm miał w Chile status religii państwowej). Była modyfikowana w 1943, 1957, 1959, 1963, 1967, 1969, 1970 i 1971 roku. Po przewrocie w 1973 roku została zawieszona przez wojskową juntę, a moc obowiązującą straciła w 1981 roku wraz z wejściem w życie obecnie obowiązującej konstytucji.